# Assedio di Gəncə
L’assedio di Gəncə, noto anche come assedio di Ganja, si ebbe durante l'ultima fase della Guerra ottomano-persiana (1730-1735) e portò alla resa della città e della sua guarnigione ottomana dopo un coraggioso assedio e la distruzione di gran parte dell'armata turca che era in marcia con la Battaglia di Baghavard.

## L'assedio
Dopo aver sconfitto l'esercito ottomano, Nadir attraversò i monti dell'Avarestan e marciò ad ovest giungendo ai cancelli di Gəncə il 3 novembre dove iniziò accerchiando la città. La guarnigione ottomana di 14 000 uomini si ritirò nella cittadella dove attese i persiani. Nadir ordinò che alcuni cannoni fossero posti sul tetto di una moschea della periferia della città ma la batteria venne messa fuori uso dai cannoni ottomani prima di poter iniziare il bombardamento della cittadella.
Fallendo con l'artiglieria da campo i persiani inviarono dunque degli zappatori a scavare un tunnel sotterraneo per raggiungere le mura della cittadella ma i turchi vennero avvisati per tempo delle intenzioni degli assedianti e sotto questi tunnel si ebbero i primi combattimenti corpo a corpo. I persiani furono ad ogni modo di far detonare sei cariche di esplosivo con le quali uccisero 700 ottomani ma non riuscirono a distruggere le mura della cittadella. I persiani persero 30-40 uomini nell'operazione.
Nadir comprese la posizione difficoltosa dove si era posto quando il sangue e parte del cervello di una sua guardia del corpo gli si spiaccicarono sul viso per via di una palla di cannone che lo aveva preso in pieno, decapitandolo nella maniera più grottesca.

## La fine dell'assedio
Nadir iniziò a ricevere notizie relative al fatto che Koprulu Pasha stava partendo da Kars con l'intento di ingaggiare battaglia con l'esercito persiano. Nadir che a questo punto stava conducendo un assedio lento, colse quest'opportunità per indebolire le difese degli ottomani e schiacciare. Investendo le sue truppe presso Tiflis e Erevan e marciò poi verso ovest. Un'armata ottomana di 130 000 uomini (secondo Astarabadi, storico di corte di Nadir) al comando di Koprulu Pasha venne decimata dall'avanguardia di Nadir di soli 15 000 uomini o poco più.
Senza i rinforzi di Koprulu Pasha, la guarnigione di Gəncə si arrese il 9 luglio 1735.